# 穆多侯
穆多侯（？—465年6月25日），鲜卑姓丘穆陵氏，代人，北魏官员。

## 生平
穆多侯历任殿中给事、左将军，获赐爵长宁子，升任司卫监。魏文成帝拓跋濬去世后，乙浑独掌权力。当时司徒陆丽在代郡温泉治疗疾病，乙浑忌恨陆丽，派遣穆多侯将陆丽追回朝廷。穆多侯对陆丽说:“乙浑目无君主的心思，如今皇帝刚刚去世，大王是众人所仰望的，被奸佞贼臣所忌恨，去朝廷必定危险，所以，您还是暂时留在这里，等到朝廷安静下来，然后再回去也不晚。”陆丽说：“哪有听说君父死了，忧虑自己的得失安危而不前去奔丧的人？”陆丽说完，就骑马赶往平城。和平六年五月戊申（465年6月25日），乙浑将陆丽和穆多侯杀死。穆多侯谥号烈。儿子穆胡儿承袭爵位。

## 家庭

### 父亲
- 穆观，北魏驸马都尉、太尉、宜都文成王

### 兄弟姐妹
- 穆寿，北魏侍中、征东大将军、领中秘书监、宜都文宣王
- 穆伏真，北魏兗州刺史、署理宁东将军、濮阳公
- 穆氏，嫁侍中、太尉、武邑贞公拓跋受洛

### 子女
- 穆胡儿，北魏长宁子